# حزب الشباب من أجل مصر
حزب الشباب من أجل مصر هو حزب سياسي مكون من أعضاء سابقين في جماعة الإخوان المسلمين المصرية. طلب منسق تحالف شباب الإخوان، عمرو عمارة، عقد لقاء مع حزب النور السلفي لمطالبة الحزب السلفي بتشكيل تحالف معه. وبدلا من ذلك سيتحالف حزب النور مع مبادرة 38 قبطيا.